# Biophilia
Biophilia is het zevende studioalbum van de IJslandse zangeres Björk. Het album kwam uit op 7 oktober 2011 en bevat tien nummers. 
Speciale uitgave
- Biophilia Live